# 维科-德尔加尔加诺
维科-德尔加尔加诺（義大利語：Vico del Gargano），是意大利福贾省的一个市镇。总面积110.53平方公里，人口7989人，人口密度72.3人/平方公里（2009年）。ISTAT代码为071059。